# Resonant World/光
「Resonant World/光」（レゾナント・ワールド/ひかり）は、松永真穂とChouChoのスプリット・シングルであり、松永の1作目、及びChouChoの通算9作目のシングルである。2013年10月23日にLantisから発売された。

## 概要
StylipSの元メンバー、松永真穂にとっては初にして唯一のソロ・シングルであり、ChouChoにとっては「starlog」以来約2か月半ぶりのリリースとなる。
本作の表題曲はそれぞれPlaystation 3用ゲームソフト『フェアリーフェンサー エフ』のオープニングテーマ、エンディングテーマに使用された。

## チャート成績
2013年11月4日付オリコン週間シングルランキングで初登場58位を獲得し、初週1,099枚を売り上げた。チャート登場回数は3回。累計1,631枚のセールスを記録した。

## シングル収録内容
| #         | タイトル                      | 作詞・作曲 | 編曲      | 歌唱                     | 時間  |
| --------- | ----------------------------- | ---------- | --------- | ------------------------ | ----- |
| 1.        | 「Resonant World」            | R・O・N    | R・O・N   | 松永真穂（from StylipS） | 4:00  |
| 2.        | 「光」                        | 矢吹香那   | 菊谷知樹  | ChouCho                  | 5:01  |
| 3.        | 「Resonant World」(off vocal) |            |           |                          | 4:00  |
| 4.        | 「光」(off vocal)             |            |           |                          | 4:59  |
| 合計時間: | 合計時間:                     | 合計時間:  | 合計時間: | 合計時間:                | 18:00 |